# Julian (acteur pornographique)
Pour les articles homonymes, voir Julian, Julián Ríos et Andretti.
Julián Ríos, né le 12 octobre 1970 à West Covina (Californie), est un acteur et réalisateur américain de films pornographiques, principalement connu sous le nom  de Julian, mais aussi sous les pseudonymes de Julián Ruíz, Julian Andretti et Jordan Rivers.

## Biographie
D'origines libanaise et latino-américaine, Julián Ríos est né en Californie. Il est le deuxième enfant d'une fratrie de six frères et sœurs. Avant d'entreprendre sa carrière dans l'industrie pour adultes, il a été enrôlé dans le Corps des Marines des États-Unis pendant six ans (1988-1994). Il est un vétéran de la guerre du Golfe.
Julián Ríos entra dans le monde des films pour adultes à l'âge de 25 ans, après avoir servi comme marin dans le Golfe. Ses premières apparitions dans le porno ont été marquées par deux scènes bisexuelles produites par Chi Chi LaRue, dans Bi Night Fly, effectuées sous le nom de Jordan Rivers. Peu de temps après, Rios a commencé à se consacrer exclusivement au porno hétérosexuel.
Julian a vécu avec des actrices pornographiques : Stacy Valentine à la fin des années 1990, puis Jill Kelly qu'il a épousée en 2000. Il se retire alors du milieu pornographique et entend fonder une famille. Mais après leur séparation en 2003, Julian revient à la scène et à la réalisation de films pornographiques pour différents studios de production.
En 2006, il est devenu copropriétaire, avec Derek Dozer, de la société de production de films pornographiques Twisted Pink, qui a par la suite adopté le nom de Sudden Impact.

## Récompenses
- 1999 : XRCO Award de la meilleure scène « Homme-Femme » avec Gwen Summers dans Nothing to Hide 3 & 4[4]